# 桃華絵里
桃華 絵里（ももか えり、1981年（昭和56年）8月28日 - ）は、日本の女性ファッションモデル、実業家。
ファッション雑誌『小悪魔ageha』の専属モデルを務めていた。同誌から生まれた『アイラブママ』誌のモデルも務めており、長男と一緒に写真掲載されている。のちには自身で立ち上げた株式会社Moery（モエリー）の代表取締役となった。アパレルブランドとして「Rocotta by MOERY」「moerysport」「THE STRAND」を展開、一時は静岡市内に実店舗も構えていた。2018年5月31日をもって株式会社MOERYの代表取締役を退任、辞職。その後、株式会社mocoa'sの代表取締役会長を務める。
バツイチであり、息子(2004年8月16日生まれ)一人を育てるシングルマザーであった。自動車好きで、愛車歴はロールス・ロイス・ゴースト、メルセデス・ベンツ・SLRマクラーレン、ランボルギーニ・ガヤルド、ポルシェ・カイエン、レンジローバー・ヴォーグ、メルセデス・ベンツ・ゲレンデ。

## 静岡
静岡県出身で、モデル活動を始動してからも、株式会社モエリーを立ち上げてからも、その半生を通して常に地元静岡に住み続けてきた。
2009年静岡県牧之原市の静波海岸に、自身のプロデュースによる海の家、「PEACH LOVE」をオープン（8月30日まで）した。

## 慈善活動
- 2011年3月11日に発生した東北地方太平洋沖地震の被災地への支援を積極的に行い、震災から3日後の3月14日には静岡新聞社を通じて義援金100万円を寄付している。さらに、同日中に10トントラック1台分の飲料水と粉ミルクや紙おむつなども混載して被災地に向けトラックが出発したことをブログで報告している。 3月16日から19日の4日間で、知人の運送会社の協力を得て、同社の倉庫で支援物資の受付をすることをブログで告知し、15トントラック4台・10トントラック2台・8トントラック1台で被災地に物資が届けことをブログで報告している。被災地に届けられた物資は、飲料水・食料品・毛布・その他日用品等、多岐に渡り、その量も合計で飲料水10トントラック1台分・2722ケース・1353袋・681箱にのぼる。
- 2022年4月26日盲導犬支援センターへ130着のフードなしのスウェットを寄付。

- 2022年9月24日に発生した台風15号による静岡県内の豪雨が原因の静岡市清水区の断水被害への支援として、26日に東海大学付属静岡翔洋高校[4]でボランティアや物資の支援を募り、10,000個以上の物資を配布した。配布にはベルテックス静岡の選手タレントの紗栄子や同高OBの鈴木啓太・愛鷹亮なども参加した。その後支援の輪が広まり格闘家の山本美憂が友人とトラックいっぱいの物資を届け更に 浜崎あゆみも桃華と連絡を取り合い、インスタグラムのストーリーズで情報を共有、その後物資を集め現地の児童施設や老人施設などに物資を届けた。

- 2023年6月保護犬を迎え入れる。

## 年表
- 2007年6月-株式会社Moeryを起業。
- 静岡市のキャバクラに2008年4月までキャバクラ嬢として勤めていた[5]。その頃から少しずつ小悪魔agehaに読者モデルとして登場する様になり、その後同雑誌編集長から専属モデルとしてスカウトされる。それ以降は社長業に専念するまでの間、モデルとキャバクラ嬢の仕事を掛け持ちするために静岡と東京を行き来する日々を送る。
- 2009年-サンリオのメインキャラクター「HELLO KITTY」の35周年とセブン-イレブンの35周年を記念して夢のコラボレーション。『momoeri kitty』セブンイレブン各店舗、セブンイレブンnetにて販売。
- 2009年1月-自身初の冠番組として、毎月1回、原宿にある『Ameba Studio』にて日曜14:00よりゲストを招いて繰り広げられる公開WEB生放送番組『桃えりタイム』がスタート。
- 2009年3月-自身の出版処女作品。『ももえり本』を竹書房より販売。ももえりの半生を描写した漫画「桃華絵里キャバ嬢物語PART1 - 3」、ももえりの幼少期からのグラビアなどが集約されている。
- 2009年3月11日-ニューヨーク・タイムズの取材。世界中から注目される日本のギャルカルチャーのオピニオンリーダーとして海外メディアから取材を受ける。日本の『カワイイ』を世界に発信する存在として注目を集める。
- 2009年5月から-全国のドン・キホーテを中心に『Momoeri ブランド』を展開。ルームウェアや化粧雑貨など約1000種類の商品をプロデュースする。
- 2009年5月1日をもって、小悪魔agehaのモデルを卒業することを、自身のブログで発表。今後は株式会社Moeryに専念するとしている。
- 2009年5月-ギャルカルチャー・ファッション発祥の地109の中でも絶大な人気を誇るブランド『DURAS』グラマラス&セクシーを基本コンセプトに2009 Summer Festivalでイメージモデルとして紙面・イベントに出演。
- 2009年6月1日-「ももえりの作り方 DVD付き」（ISBN 978-4344991408）を出版。
- 2009年6月30日-静岡県牧之原市の静波海岸に、自身のプロデュースによる海の家、「PEACH LOVE」をオープン（8月30日まで）。
- 2009年7月31日-自身のブログの内容をまとめたブログ本「幸せな時間」を出版。
- 2009年8月1日 - 30日、「めざせ!お台場合衆国2009 〜フジがやらなきゃだれがやる!〜」に期間限定「Momoeri shop」をオープン。
- 2009年10月1日-ブログ本「momoeri beauty」を出版。
- 2009年10月24日 - 11月15日、名古屋パルコに期間限定「Momoeri shop」をオープン。
- 2009年11月19日 - 12月7日、広島パルコに期間限定「Momoeri shop」をオープン。
- 2009年12月11日 - 1月11日、宇都宮パルコに期間限定「Momoeri shop」をオープン。
- 2009年12月9日 - 2010年1月10日、新宿パルコに期間限定「Momoeri shop」をオープン。
- 2010年1月16日 - 2月7日、千葉パルコに期間限定「Momoeri shop」をオープン。
- 2010年12月1日-書籍「ハッピーハートの方程式」を出版。
- 2009年11月1日-自身のプロデュースによるドレスショップを、静岡市両替町に[両替町店（店舗）]としてオープンすることが発表された。
- 2009年11月22日-テキーラボールの初代イメージキャラクターに決定した。
- 2009年12月19日-北海道札幌市の商業施設「ノルベサ」3階に「Momoeri Official Shop」をオープン。
- 2010年12月15日-株式会社ディノスとのコラボレーションサイト「[momoeri house]」をオープン。
- 2010年11月29日~30日-中国版雑誌「mina」創刊6周年イベントに参加。上海の大聖堂広場にて開催されたファッションショー＆レセプションパーティーにゲストモデルとして出演。
- 2011年9月-中国瀋陽の伊勢丹に期間限定モエリーショップをOPEN。
- 2011年12月11日-中国瀋陽にてファッションショーを行う。
- 2012年8月-自身がデザイナーを務めるスポーツカジュアルブランドMoery Sportをリリース。
- 2012年9月-ママコレにＭＣとして出演。
- 2012年9月-MoeryShopBidders店をオープン。
- 2012年11月-スポーツカジュアルブランドMoery Sport第2弾スエットセットアップ(イタリアライン、フランスライン)をリリース。
- 2012年12月-スポーツカジュアルブランドMoery Sport第3弾ベスト、ブーツをリリース。
- 2013年4月25日-書籍「MOMOERI UP」(マナーブック)を出版。
- 2013年4月- 静岡まつりの大御所花見行列で、御台所役を務める。[6]
- 2013年12月-MOERYSHOP静岡店を移転。1Fは「moerysport」2Fは「rocotta」「THE STRAND」を取り扱う路面店としてリニューアル。
- 2014年6月25日-スタイルブック「ももえりSTYLE」を出版。
- 2015年9月-ウェブマガジン「PLADY」で初代カバーガールを務める。
- 2015年9月-新ブランド「[Rocotta by MOERY]」、「BLAIR by MOERY」をリリース。
- 2016年9月-新ブランド「[THE STRAND]」をリリース。
- 2018年5月31日、株式会社MOERYを辞職。
- 2018年株式会社mocoa's　会長に就任。
- 2018年12月 - 新サイト「mocoa's」ファション・ビューティー ブランドを立ち上げる。
- 2023年10月 - モコアズ ディズニーコレクションをリリース。
- 2024年2月-MOCOA'S ZOZOTOWNショップをオープン。「」

## 出演

### テレビ
- 『秘密のアラシちゃん』　（2008年７月１０日　（木）　22:00〜　TBS）
- ラジかるッ　  (2008年9月12日（金）09:55～11:25　日本テレビ)
- ザ！世界仰天ニュース　（2008年９月24日（水）　１９時～２３時２４分　　日本テレビ）
- 笑っていいとも    (2008年9月30日　フジテレビ）
- アメカフェ♪　  (2008年10月15日（水）00:44～01:14　日本テレビ)
- ズームイン！！SUPER　(2008年10月16日（木）05:20～08:00　日本テレビ)
- 踊る！さんま御殿！！　（2008年10月28日　日本テレビ）
- SmaSTATION！！　(2008年11月15日（土）23:30～2008年11月16日（日）00:24　テレビ朝日)
- メレンゲの気持ち　  (2008年11月22日（土）12:00～13:30　日本テレビ)
- 「久米宏のテレビってヤツは！？　（2008年11月25日　TBS）
- 草野☆キッド　(2009年2月25日（水）00:45～01:15　テレビ朝日)
- ガールズ・ライク・マネー　(2009年2月28日（土）17:00～17:30　日本テレビ)
- マイフェアレディー♪　（2009年4月８日　TBS）
- 夜明けのマルシェ　(2009年4月22日（水）03:24～03:44　日本テレビ)
- 情報ライブ ミヤネ屋　(2009年6月4日（木）13:55～15:50　日本テレビ)
- ワイド！スクランブル　(2009年6月12日（金）11:25～13:05　テレビ朝日)
- 王様のブランチ　(2009年7月4日（土）09:30～14:00　TBS)
- 浜ちゃんが！　(2009年7月14日（火）01:29～01:59　日本テレビ)
- SMAP×SMAP    （2009年8月３日　フジテレビ）
- 志村どうぶつ園　（2009年9月５日　日本テレビ）
- スッキリ！！　(2009年9月11日（金）08:00～10:25　日本テレビ)
- SmaSTATION！！　(2009年9月12日（土）23:15～2009年9月13日（日）00:09　テレビ朝日)
- ネクストプリンセス　(2010年1月31日（日）10:30～10:55　テレビ東京)
- ダウンタウンDX　　（2010年9月30日　日本テレビ）
- ガチガセ　(2012年11月30日（金）19:00～19:56　日本テレビ)
- ありえへん∞世界　(2013年1月22日（火）19:54～20:54　テレビ東京)
- ノンストップ！　(2013年3月8日（金）09:55～11:30　フジテレビ)
- 日曜ビッグバラエティ　『世界の秘境で大発見！日本食堂10』 (2013年9月22日（日）19:54～21:48　テレビ東京)
- 世界の秘境で大発見！日本食堂　『予習復習スペシャル』 (2013年12月28日（土）13:30～15:30　テレビ東京)
- 〜裏ネタワイド〜 DEEPナイト（2014年4月17日 - 、テレビ東京）週代わりMC)
- Nスタ　(2014年4月22日（火）15:50～19:00　TBS)
- ナカイの窓　『芸能人100人集結！年収＆恋愛＆私生活 一斉調査SP』 (2014年8月6日（水）19:56～21:54　日本テレビ)

その他
- U-30（NHK、2008年11月28日）

### Web
- 桃華絵里インタビュー モッテコ書店 （2008年9月30日）
- ウェブマガジン「PLADY」 - 初代カバーガール（2015年9月28日）

### Web生放送番組
- 桃えりタイム（2009年1月 - 、Ameba Studio）

### 携帯配信テレビ番組
- ももえりスタイル（BeeTV）
- ブランド査定〜イマドキ女子のクローゼット〜（BeeTV）

### CM
- 純米焼酎白岳『しろ』出演（2010年）
- 『CRラブ嬢～ご延長の方はいかがなさいますか～』（HEIWA、2011年）

### ドラマ
- KOI☆AGE〜恋するアゲハ〜（2009年5月 - 、BeeTV） - 桜姫京香 役
- トミカヒーローレスキューファイアー（2010年1月、テレビ東京） - モモエリ 役

### プロモーションビデオ
- ZUKAN - シャイン（子供とともに出演）
- SA.RI.NA - 『シングルマザー』『Dear Children』に出演

### パチンコ
- CRラブ嬢～ご延長の方はいかがなさいますか?～（2011年5月、平和）[7]

### その他
- 福岡アジアコレクション2009 - シークレットゲスト
- ヘアーカラーリングアワード2009 - ブロガー部門受賞 ※「スプラッシュインターナショナル2009」に名称変更
- 沖縄×渋谷エッジコレクション2009 - ゲストモデル出演
- ZUKAN『シャイン』PV出演（YOSHIMOTO R and C CO.,LTD）
- Yahoo!ビューティー
- プレイステーション3 『龍が如く3』 - キャラクターモデル
- 渋谷ガールズコレクション2009 - モデル出演
- SHIZUOKA AUTO STYLE 2010 - ゲストおよびCM出演（愛車のガヤルドも同時に出展）。
- KOBE COLLECTION 2010 s/s - 出演
- 原宿スタイルコレクション 2010 spring - ゲスト出演
- MAMA COLLECTION 2010 - ゲスト出演
- 中国版mina 創刊6周年イベント ファッションショー＆レセプションパーティー - ゲスト出演
- 北海道新聞日曜版（2010年12月12日） - インタビュー
- 静岡まつり 大御所花見行列 - 御台所役（2013年4月6日、7日）